# LG G5
LG G5 je Android pametan telefon razvijen od strane LG kompanije. Najavljen je za vreme Svetskog kongresa za telefone kao naslednik prethodne LG G4 iz 2015 godine. G5 se razlike od svojih prethodnika po svojoj aluminijumskoj šasiji i fokusu na modularnosti. Donji deo kućišta koji sadrži bateriju može da sklizne sa dna uređaja, i može se zameniti alternativnim dodatnim modulom koji obezbeđuje dodatne funkcije, kao što je drška za kameru ili visoka vernost zvučnog modula sa DAC.
G5 je dobio različite komentare; dok je dizajn uređaja dobio pohvale za prelaz na metalnu konstrukciju pritom zadrzavajući sposobnost da se odstrani baterija, dodatak sa modulima je kritikovan zbog svoje ograničenosti i nemogućnosti da izvrši vruću zamenu. LG-jev softver je takođe kritikovan zbog kvaliteta svog prilagođavanja.

## Specifikacije

### Hardver
G5 je izgrađen sa jednodelnom šasijom;"mikro-dizajn" procez koristi plastični prvi sloj da sakrije šavove potrebne za antenu. Zakrivljena pravougana izbočina sadrži komponente kamere,i dno sadrži USB-C konektore. Za razliku od prethodnih modela,kod G5-ce dugmad za pojačavanje zvuka su premešteni sa zadnjeg dela uređaja na stranu maske,ali kruzno dugme za napajanje—koji sada takođe sadrži čitač otiska prsta—ostaje pozadi. Donja "brada" moze biti odvojena da otkloni ili zameni bateriju, kao i instalacija modula za dodatke koja daje dodatne funkcionalnosti. Utičnice za bateriju se ubacuju u ove module,koje su ubačene da zamene "bradu".
G5 koristi Kualkom Snapdragon 820 sistem na čipu u pratnji sa 4 GB LPDDR4 RAM,i ima 32 GB unutrašnjeg proširivog skladišta sa mikro SD karticom. G5 uključuje 5,3 inča 1440p IPS ekran. G5 karakteriše 2 zadnje kamere;16-megapiksela primarna kamera,kao i 8-megapiksela 135 stepeni sirok-ugao kamera. Kao sa G4,zadnja kamera takođe obezbeđuje senzor spektra boja i infracrveni autofokus karakteristike.
Lošija varijanta, LG G5 SE, je solidna na određenim marketima kao npr.Latino Amerika i Kina. Koristi Snapdragon 652 sistem na čip,ima samo 3 GB LPDDR3 RAM, i ne podržavaLTE.

### Softver
LG G5 je u paketu sa Android 6.0 "Maršmelou". Navodeći kofuziju između otklanjanja prečica ka applikacijama i brisanja njih skroz,početni ekran od G5 ne poseduje "aplikacijsku fioku", i umesto toga postavlja sve aplikacije na stranu glavnog početnog ekrana slično kao iOS. LG softver uključuje "uvek na ekranu" mogućnost koja konstantno pokazuje sat i obaveštenja na ekranu kad je uređaj u režimu pričekaj. LG G5 ne podržava Androidovo Marshmallow "usvojeno skladište".
U Novembru 2016, LG počinje da razvija nadogradnju Android 7.0 "Nugat".

## Pribor
"Brz poklopac" pribor je otkriven pre otkrivanja samog uređaja; On je polu-prozračan i poseduje prozor za uvek-uključen deo ekrana. Dodir ulaz moze biti napravljen preko poklopca i polu-prozračnog ekrana za akcije poput prihvatanja poziva.
Linija pribora za G5 markiranu kao "Prijatelji" je otkrivena zajedno sa samim telefonom, uključujući žično povezan glava-postavljen prikaz poznatiji kao LG 360 VR (koji se povezuje uz pomoc uređaja USB-C porta),LG 360 Cam virtualna realnost kamera, i LG kotrljajući bot.Ovim priborima se upravlja pomoću LG prijatelji menadžer aplikacije na uređaju,koji automatski povezuje i sinhronizuje sa ovim uređajima. 360 VR nije kompatibilan sa LG G5 SE modelom.Dva koriste ekspanziju preoreza sistema koja nisu bila otkrivena; "LG Cam Plus" pribor dodaje dršku na zadnjem delu uređaja koja uključuje kontrole kamere, jog točak za zmurianje,kao i dodatnu bateriju. "LG Haj-Faj Plus" pribor je saradnja sa Bang & Olufsen koja dodaje DAC, pojačalo , Direktan digitalni protok zvučna podrška i apsempling, i u paketu sa B&O Play H3 slušalicama.
LG navodi da će dozvoliti zajednički razvoj trećerazredne "Prijatelji" da integriše sa G5.

## Prijem
Uopšte dizajn LG G5-ice je dobio pohvale za svoj prelaz na metalnu konstrukciju. Sledeća mreža je dobila kritike za svoj dizajn, argumentirati da zadnji deo telefona izgleda previše dosadno zato što je jednostavno zaokružen pravougaonik sa kamerom i dugme za napajanje koje "viri u neobičnom bradavica naliku" i vidljivim šavom za bradu, i napominjući nedostatak zakrivljenosti i njegov "prazan" osećaj učinili su dizajn G5 "manje premium" od dizajna G4. Techradar je takođe mešan sa LG odlukom da rasporede dugme za pojačavanje nazad na masku ali zadrže pozadi dugme za napajanje kao čitač otiska prsta, napominjući da napred i sa strane montirani čitači otiska prsta su lakši za korišćenje—pogotovo ako uređaj stoji ravno. usled korišćenja Qualcomm Snapdragon 820 sistema na čipu,G5 specifikacije su razmotrene da su više kompetitivne u poređenju sa ostalim vodećim modelima, za razliku od G4, koaj je koristila model sa smanjenim brojem jezgra da zaobiđe probleme pregrevanja kod Snapdragon 810. Techradar je osećao da performanse G5 su po Snapdragon 820-zasnovanoj verziji od Samsung Galaksi S7 prodatog u Ujedinjenim Državama, i da "u svakodnevnom korišćenju, i kad nije direktno upoređen sa rivalima , oseća se super klizavo."
Modularni priborski sistem je primio različite komentare zbog ograničenog broja modula dizajniranih za njega, kao i nemogućnosti za vruća zamena modula zbog dizajna sistema, koji zahteva otklanjanje baterije. Pribori sami po sebi su takođe dobili različite komentare; Techradar je osetio da Cam Plus i Haj-Faj Plus su preskupi da opravdaju svoju cenu i efekte na dizajn uređaja, ali da je bilo "zadovoljavajuće da se postavi autofokus sa polu zatvaračkim ključem" sa Cam Plus. Međutim, Sldeća mreža je pohvalila dizajn za "rešavanje" istorijskog isključenja korisnik-zamenjivih baterija sa metalnih telefona, ništa što "barem imanje mogućnosti za prilagođavanje je poprilično kul, da ne spominjem zamenu baterije kada njen kapacitet propadne posle godinu ili dve. To je nešto što nijedan drugi matalni pametni telefon ne može da garantuje."
Prikaz je dobio pohvale zbog osvetljenja, iako Sledeća mreža je osetila da boja G5-ce je previše hladna, stvarajući "zbunjujuću plavo-zelenu nijansu" to je pogoršano istaknutim korišćenjem bele boje u korisničkom interfejsu. Softver od G5 je takođe primio razne komentare, sa posebnom kritikom na direktno izbacivanje aplikacije fioka iz LG-ovog podrazumevanog kućnog krana. Uvek upaljen prikaz na G5 je dobio pohvale zbog toga što je korisniji od tog na Galaxy S7 zbog njegovog podrzavanja prikazivanja svih obaveštenja. Sledeća mreža se požalila na LG-evo otklanjanje dvo prozorske karakteristike iako verovanje da je otklanjanje zbog uključenja rođene dvo prozorske funkcionalnosti na Android Nougat, i da LG-evo prilagođavanje je "sveukupno manje korisno od Samsungovog".

## Spoljašnje veze
- Званични веб-сајт